# Cantonul Plouagat
Cantonul Plouagat este un canton din arondismentul Guingamp, departamentul Côtes-d'Armor, regiunea Bretania, Franța.

## Comune
- Bringolo
- Goudelin
- Lanrodec
- Plouagat (reședință)
- Saint-Fiacre
- Saint-Jean-Kerdaniel
- Saint-Péver